# Defense of the Ancients
Defense of the Ancients (DotA) är en MOBA-mod/bana från 2003 till Blizzards Warcraft III, baserad på Starcraft-banan Aeon of Strife. Datorspelsutvecklingssidan Gamasutra bedömde 2008 DotA som världens populäraste "gratis- och oberoende" mod.

## Historik
Första versionen av DotA skapades 2003 i baneditorn World Editor av pseudonymen Eul till Warcraft III: Reign of Chaos. I expansionen Warcraft III: The Frozen Throne (2003) ingick en ny och förbättrad World Editor med utökade spelanpassningsmöjligheter, vilket gav upphov till flera DotA-spinoffer.

### DotA Allstars
Steve "Guinsoo" Feak skapade den mesta framgångsrika spinoffen Defense of the Ancients: Allstars (DotA Allstars). Steve "Pendragon" Mescon skapade communityforumet som vid ett tillfälle hade 1,5 miljoner registrerade användare. År 2005 tog "IceFrog" över utvecklingen av DotA Allstars, som under de kommande åren kom att bli ett stort kollaborativt spelbalanseringsprojekt som kom att spelas under flera globala e-sport-turneringar, till exempel Blizzcon (2005), Asian World Cyber Games och Cyberathlete Amateur and Cyber Evolution league.

### Ny genre: MOBA
DotA:s framgångar inspirerade kommersiella aktörer att utge egna versioner. 2009 utgav Gas Powered Games Demigod och Riot Games League of Legends. Riot Games, där Steve "Guinsoo" Feak blivit anställd, myntade termen Multiplayer Online Battle Arena (MOBA) för att beskriva genren. 2010 utgav S2 Games Heroes of Newerth. Valve anställde "IceFrog" och utgav Dota 2 år 2013.

## Gameplay
Spelplanen rymmer upp till tio spelare och två observatörer, fördelade på två lag: "The Sentinel" och "The Scourge". De båda lagen har varsitt läger med en väl beskyddad byggnad ("ancient") belägna i två motsatta hörn av spelplanen. Det lag som lyckas förstöra motståndarlagets "ancient" vinner. Spelarna kontrollerar starka enheter kända som "heroes", assisterade av stridande AI-kontrollerade varelser ("creeps"). Likt rollspel bygger spelarna upp sina "heroes" styrka genom att tilldela dem olika färdigheter och köpa olika föremål under spelets gång. I DotA Allstars kan spelare välja mellan 99 (ständigt växande i antal) olika enheter med unika egenskaper, styrkor och svagheter.